# Varnæs Sogn
Varnæs Sogn er et sogn i Aabenraa Provsti (Haderslev Stift).
Varnæs Sogn hørte til Lundtoft Herred i Aabenraa Amt og bestod af de to sognefogeddistrikter Varnæs og Bovrup. De blev til sognekommuner inden kommunalreformen i 1970, hvor både Varnæs og Bovrup blev indlemmet i Lundtoft Kommune. Den indgik ved strukturreformen i 2007 i Aabenraa Kommune.
I Varnæs Sogn ligger Varnæs Kirke, der før i tiden også blev kaldt Sankt Petri Kirke.
I sognet findes følgende autoriserede stednavne:
- Blåbæk (vandareal)
- Blåhøj (bebyggelse)
- Bovrup (bebyggelse, ejerlav)
- Bovrup Mark (bebyggelse)
- Bovrup Nørremark (bebyggelse)
- Bovrup Østermark (bebyggelse)
- Brokbjerg (areal)
- Dyrbæk (vandareal)
- Eskær Bæk (vandareal)
- Grønneløkke (bebyggelse)
- Hørtoft (bebyggelse)
- Laksfang Huse (bebyggelse)
- Mikkelsdam (bebyggelse)
- Møllehøj (bebyggelse)
- Naldtang (bebyggelse)
- Neder Blåkrog (bebyggelse)
- Nørreskov (bebyggelse)
- Over Blåkrog (bebyggelse)
- Ravnhøj (bebyggelse)
- Søndermark (bebyggelse)
- Varnæs (bebyggelse, ejerlav)
- Varnæs Hoved (areal)
- Varnæs Løkke (bebyggelse)
- Varnæs Stormose (vandareal)
- Varnæs Tykke (areal)
- Varnæs Vig (bebyggelse)
- Vestermark (bebyggelse)
- Vibekær (bebyggelse)
- Ørlagergård (bebyggelse)

## Afstemningsresultat
Folkeafstemningen ved Genforeningen i 1920 gav i Varnæs Sogn følgende resultat:
|             | Stemmer for Danmark | Stemmer for Tyskland | Tilrejste fra Danmark | Tilrejste fra Tyskland |
| ----------- | ------------------- | -------------------- | --------------------- | ---------------------- |
| Varnæs      | 488                 | 16                   | 36                    | 15                     |
| Bovrup      | 327                 | 40                   | 22                    | 15                     |
| Hele sognet | 815                 | 56                   | 58                    | 30                     |